# مخطوطة مدريد (المايا)

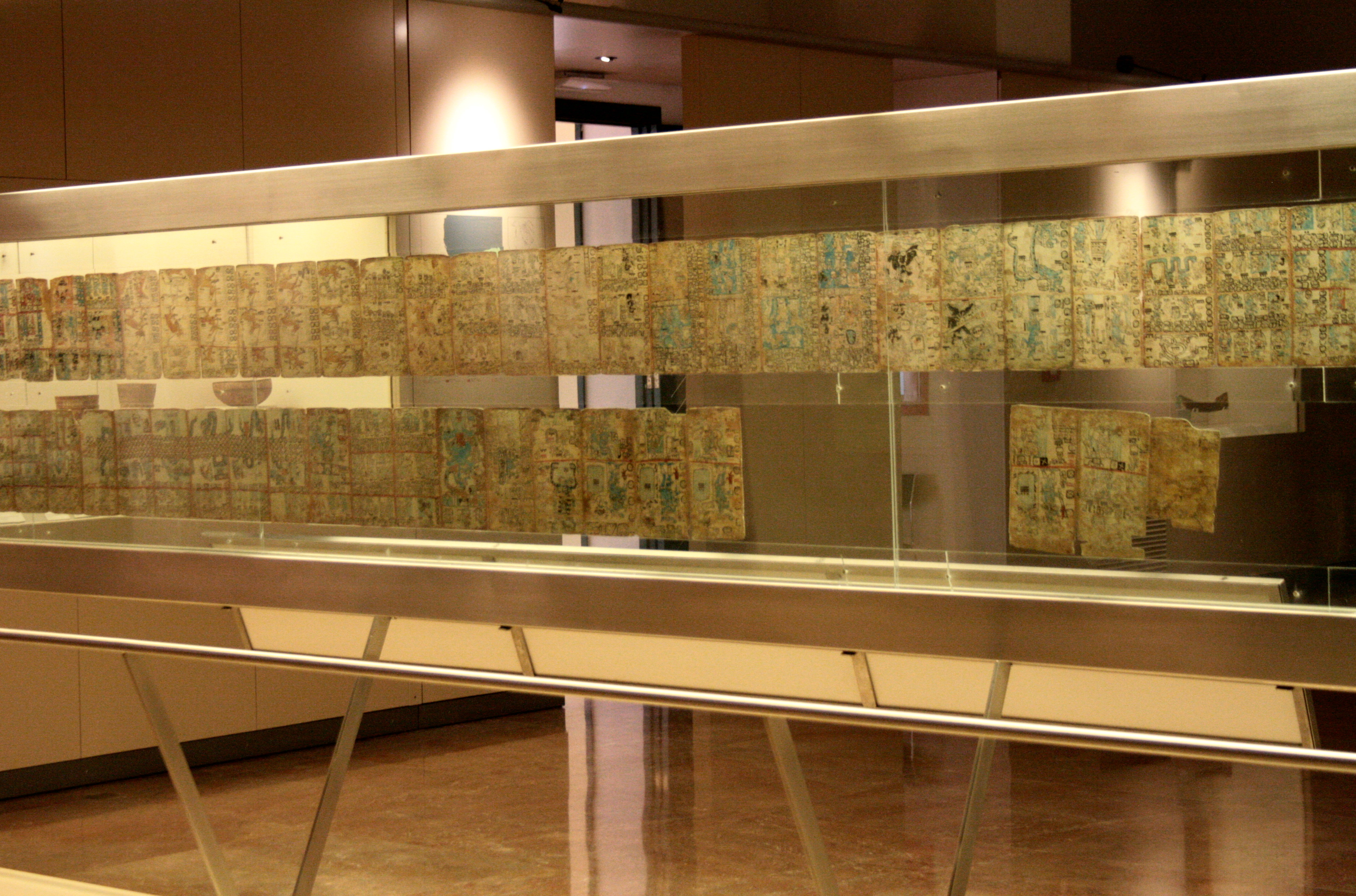
نسخة من مخطوطة مدريد معروضة في متحف أمريكا في مدريد

مخطوطة مدريد (المعروفة أيضًا باسم Tro-Cortesianus Codex أو Troano Codex)  هي واحدة من ثلاثة كتب مايا المتبقية من حقبة ما قبل كولومبوس يعود تاريخها إلى فترة ما بعد الكلاسيكية من أمريكا الوسطى (حوالي 900-1521 م). تم اكتشاف مخطوطة رابعة، تمت تسميتها Grolier Codex، في عام 1965. تم حفظ مخطوطة مدريد في متحف أمريكا في مدريد، وتعتبر أهم قطعة في مجموعتها. والجدير بالذكر أن الأصل ليس معروضًا بسبب هشاشته؛ بل تم عرض نسخة دقيقة بدلاً عنها.  في وقت ما، تم تقسيم المخطوطة إلى جزأين، وتمت تسميتهما "Codex Troano" و "Codex Cortesianus". في ثمانينيات القرن التاسع عشر أدرك عالم الأعراق ليون دي روسني أن القطعتين تنتميان إلى بعضهما البعض، وساعد في دمجهما في نص واحد. تم إحضار هذا النص لاحقًا إلى مدريد، وأطلق عليه اسم "Madrid Codex"، والذي لا يزال اسمه الأكثر شيوعًا حتى يومنا هذا.

## الخصائص الفيزيئاية
صُنعت المخطوطة من لحاء خشبي طويل من ورق الأماتي والذي كان مطويًا بأسلوب الأكورديون. تم طلاء هذه الورقة بعد ذلك بطبقة رقيقة من الجص الناعم، والتي كانت تستخدم كصحيفة للرسم. يتكون المستند الكامل من 56 ورقة مرسوم على كلا الجانبين لينتج عنها ما مجموعه 112 صفحة.  Troano هي الجزء الأكبر، وتتألف من 70 صفحة تتألف من الصفحات 22-56 و 78-112. أخذت اسمها من Juan Tro y Ortolano. كانت الصفحات الـ 42 المتبقية تُعرف في الأصل باسم Cortesianus Codex، وتشمل الصفحات 1-21 و 57-77. يبلغ قياس كل صفحة 23.2 by 12.2 سنتيمتر. 

## المحتوى

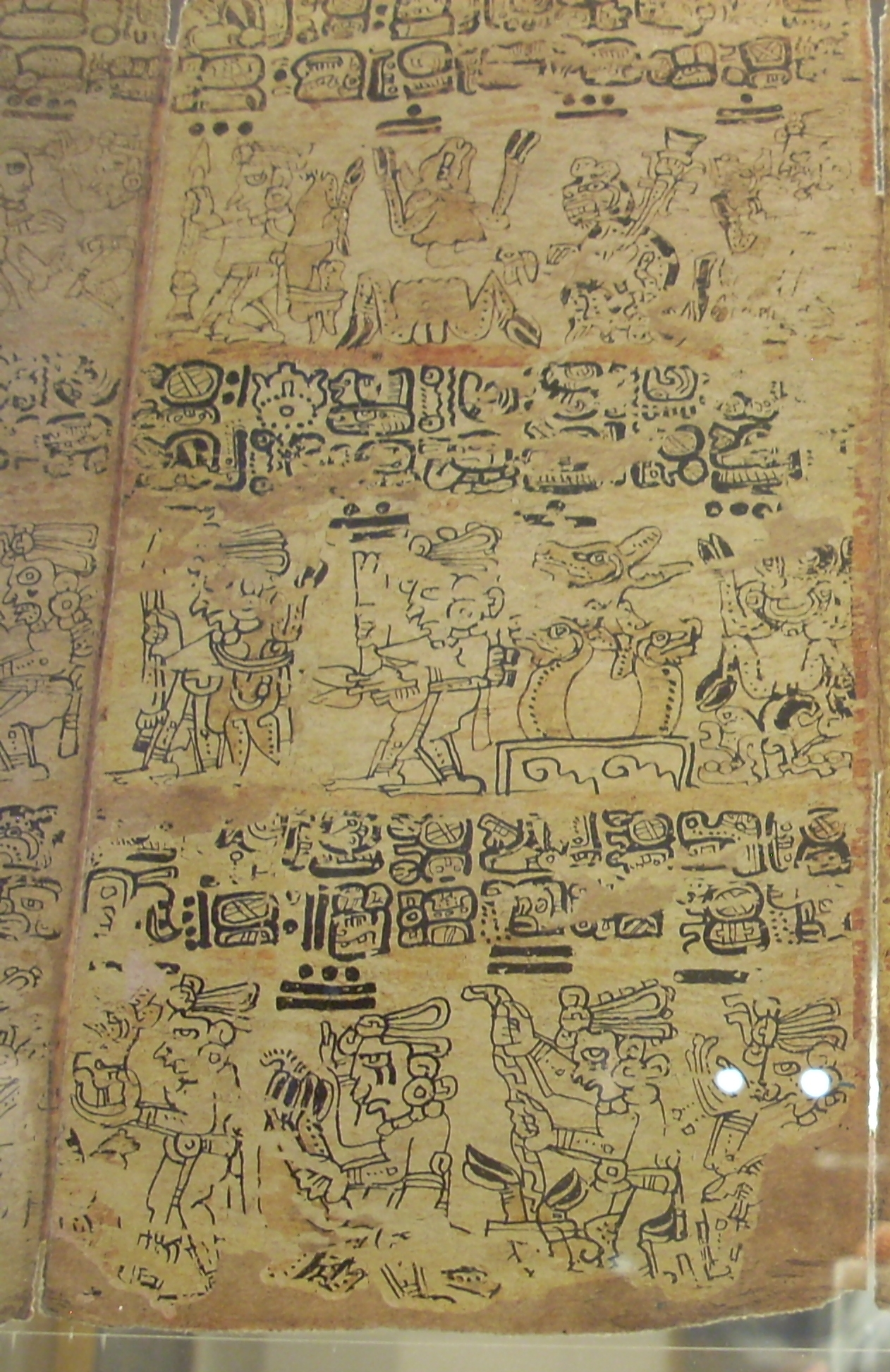
مشاهد مرتبطة بالصيد ، مخطوطة مدريد

تعتبر مخطوطة مدريد المخطوطة الأطول مما تبقى من مخطوطات المايا.  يتكون محتواها بشكل أساسي من التقاويم وأبراج الطالع التي كانت مستخدمة لمساعدة كهنة المايا في أداء مراسمهم وطقوسهم الإلهية. يحتوي مجلد المخطوطات أيضًا على جداول فلكية، على الرغم من وجود عدد أقل مما هو موجود في مخطوطات المايا الثلاثة المتبقية. من المحتمل أن يكون قد تم نسخ بعض المحتوى من كتب المايا القديمة. تشتمل المخطوطة على وصف لحفل رأس السنة الجديدة.
المخطوطة متسقة من حيث الأسلوب، مما دفع Coe و Kerr إلى اقتراح أنه عمل كاتب واحد. يشير التحليل الدقيق للعناصر الرسومية إلى أن عددًا من الكتبة قد شاركوا في إنتاجها، ربما ما يصل إلى ثمانية أو تسعة، الذين أنتجوا فصولاً متعاقبة من المخطوطة. يُرجح المحتوى الديني للمخطوطة أنه من المحتمل أن يكون الكتبة أنفسهم كانوا أعضاءً في جماعة الكهنة. ربما تم تناقل المخطوطة من كاهن إلى كاهن، وقام كل كاهن تلقى الكتاب بإضافة جزءًا من كتابة يده. 
تظهر الصور الموجودة في مخطوطة مدريد طقوسًا مثل التضحية البشرية طلب هطول الأمطار، بالإضافة إلى الأنشطة اليومية مثل تربية النحل والصيد والحرب والنسيج.  تُظهر صور أخرى آلهة تدخن السكار (انظر الجداول 25 و 26 و 34 من الدستور الغذائي)، على غرار السجائر الحديثة المصنوعة من أوراق التبغ. 

## الأصل
اقترح بعض العلماء، مثل مايكل دوغلاس كو وجاستين كير،  أن مخطوطة مدريد تعود إلى ما بعد الغزو الإسباني، لكن تشير الأدلة بشكل كبير تحديد تاريخ للوثيقة إلى ما قبل الغزو. تم إنتاج المخطوطة على الأرجح في يوكاتان.  اللغة المستخدمة في الوثيقة هي يوكاتانية، وهي مجموعة من لغات المايا تشمل يوكاتيك، وإيتزا، ولاكاندون، وموبان؛ هذه اللغات متوزعة عبر شبه جزيرة يوكاتان، بما في ذلك تشياباس وبليز ومقاطعة بيتين الغواتيمالية.  يرى ج.إريك طومسون أن مخطوطة مدريد جاءت من غرب يوكاتان وترجع إلى ما بين 1250 و 1450 بعد الميلاد. وأعرب باحثون آخرون عن رأي مختلف، مشيرين إلى أن المخطوطة تشبه في الأسلوب اللوحات الجدارية الموجودة في تشيتشن إيتزا ومايابان ومواقع على الساحل الشرقي مثل سانتا ريتا وتانكا وتولوم.  تحتوي شظيتان ورقيتان مدمجتان في الصفحتين الأولى والأخيرة من المخطوطة على كتابة إسبانية، مما دفع طومسون إلى اقتراح أن كاهنًا إسبانيًا حصل على الوثيقة في تاياسال في بيتين.

## اكتشاف

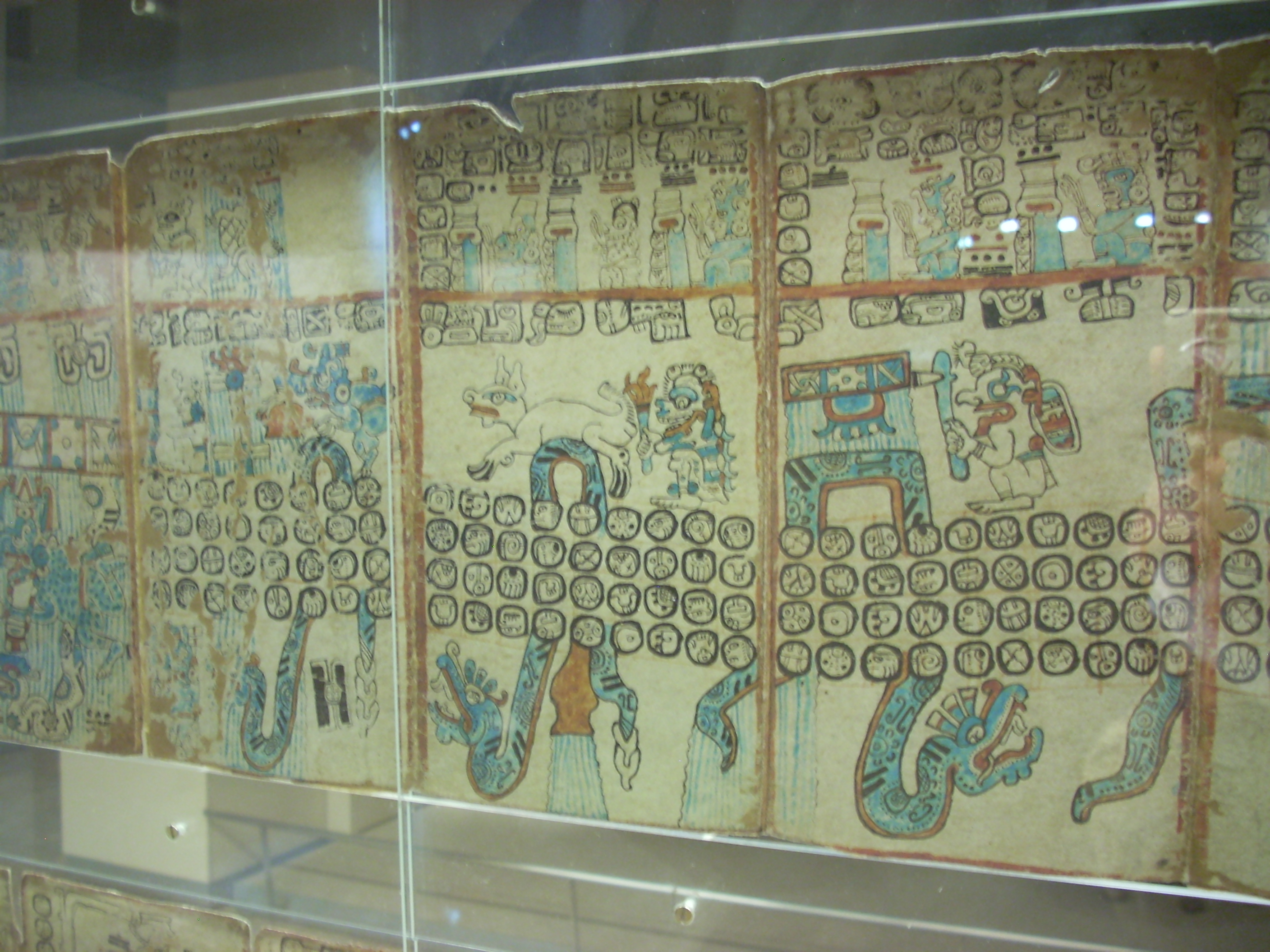
الثعابين التي تجلب المطر، مخطوطة مدريد

تم اكتشاف المخطوطة في إسبانيا في ستينيات القرن التاسع عشر. تم تقسيمها إلى قسمين بحجوم متباينة تم العثور عليها في مواقع مختلفة.  حظيت المخطوطة على اسمها البديل وهو Tro-Cortesianus Codex بعد الجزئين اللذين تم اكتشافهما على نحو منفصل.  أدرك العالم ليون دي روزني المختص بعلومالمايا المبكرة أن كلا الجزأين كانا جزءًا من نفس الكتاب. تم نشر الجزء الأكبر، وهو مخطوطة ترونو، بترجمة خاطئة في 1869-1870 من قبل الباحث الفرنسي تشارلز إتيان براسور دي بوربورغ،  الذي وجدها في حوزة خوان دي ترو واي أورتولانو في مدريد عام 1866 وعرفها للمرة الأولى ككتاب مايا. تم نقل ملكية مخطوطة Troano إلى Museo Arqueológico Nacional («المتحف الأثري الوطني») في عام 1888. 
حاول خوان دي بالاسيوس المقيم في مدريد بيع الجزء الأصغر، وهو مخطوطة كورتيزيانوس، في عام 1867. استحوذ متحف Museo Arqueológico Nacional على Cortesianus Codex من جامع الكتب خوسيه إغناسيو ميرو في عام 1872. ادعى ميرو أنه اشترى مؤخرًا مجلد المخطوطات في إكستريمادورا. إكستريمادورا هي المقاطعة التي جاء منها فرانسيسكو دي مونتيجو والعديد من كونكيستدور،  كما فعل هيرنان كورتيس، فاتح المكسيك. ربما أحضر أحد هؤلاء الفاتحين المخطوطات إلى إسبانيا؛  أطلق مدير Museo Arqueológico Nacional اسم Cortesianus Codex على اسم هيرنان كورتيس، بافتراض أنه هو نفسه قد أحضر المخطوطة إلى إسبانيا. 

## معرض الصور

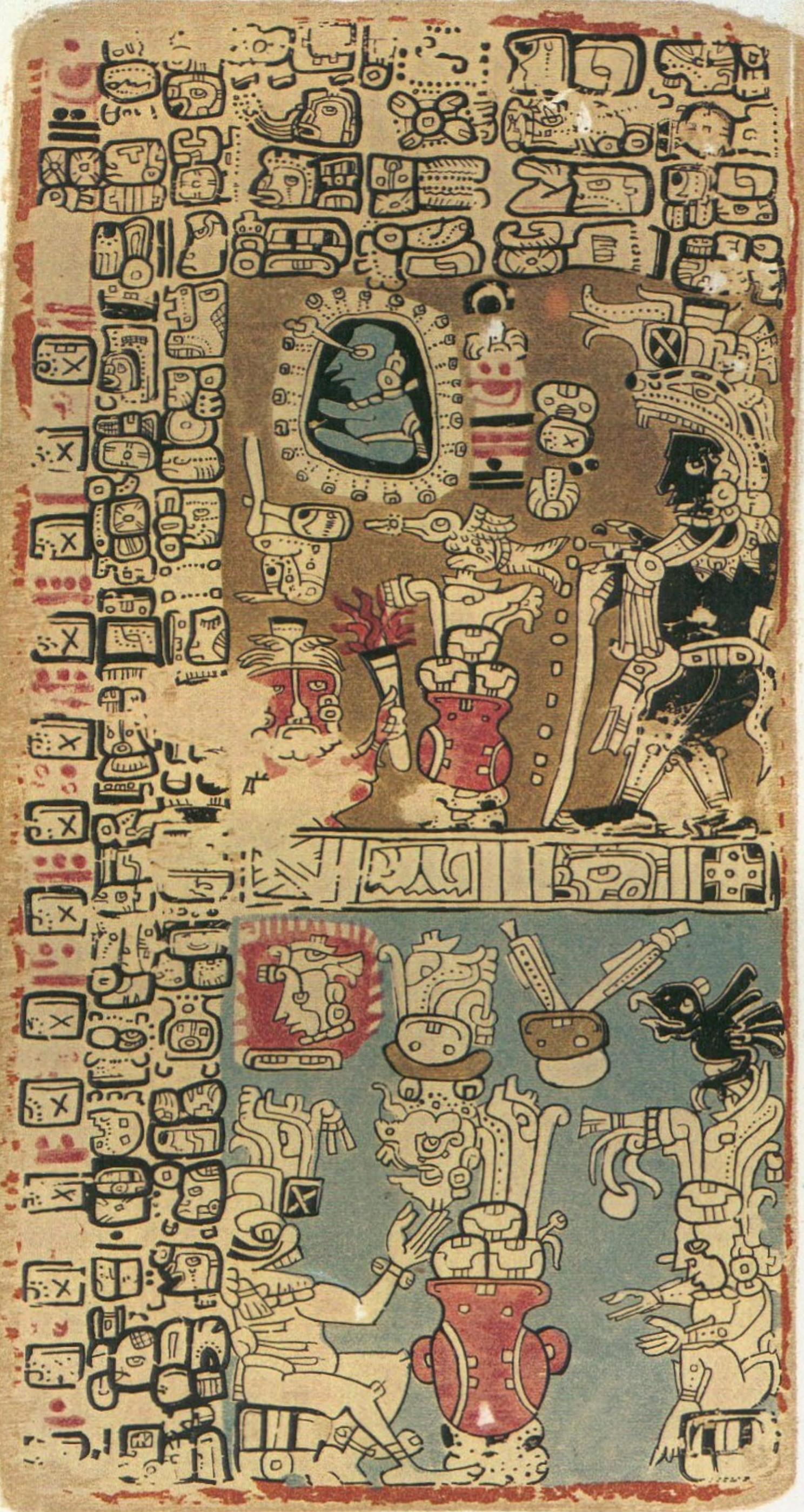
الصفحة 34: علم الفلك
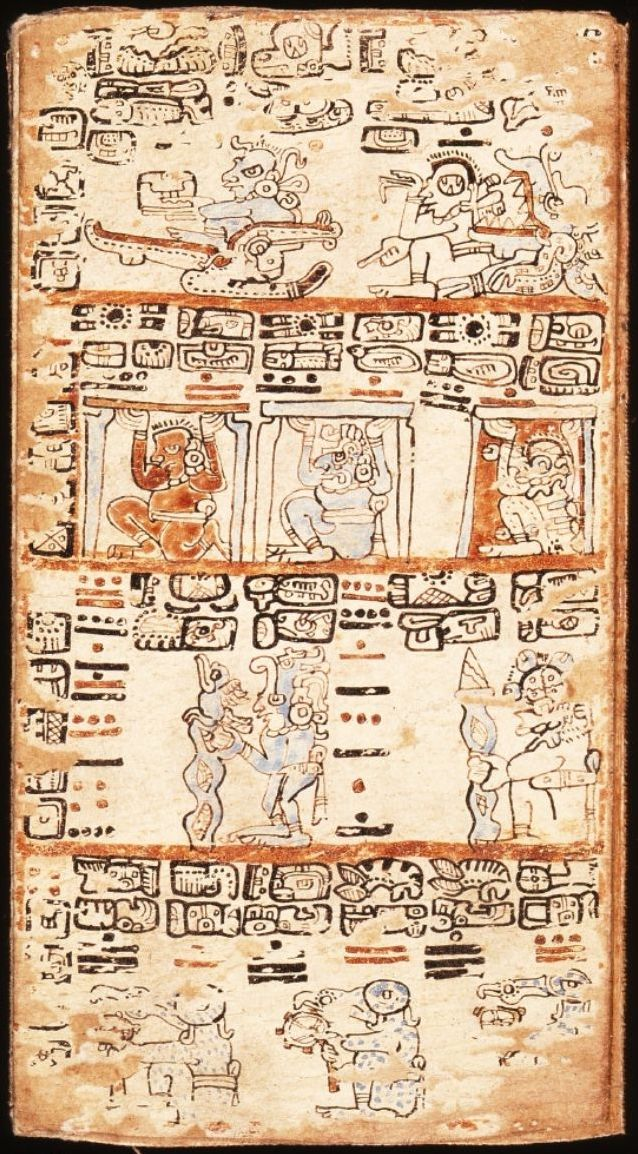
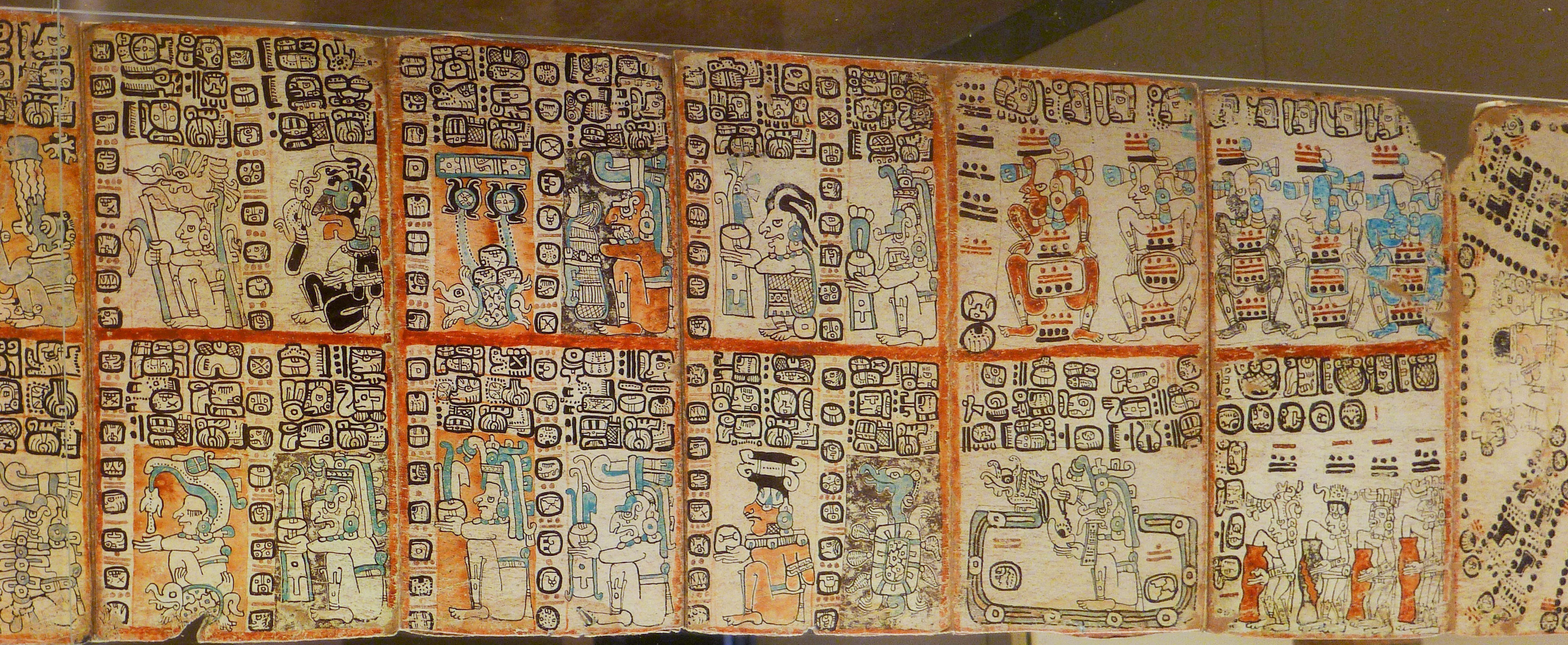
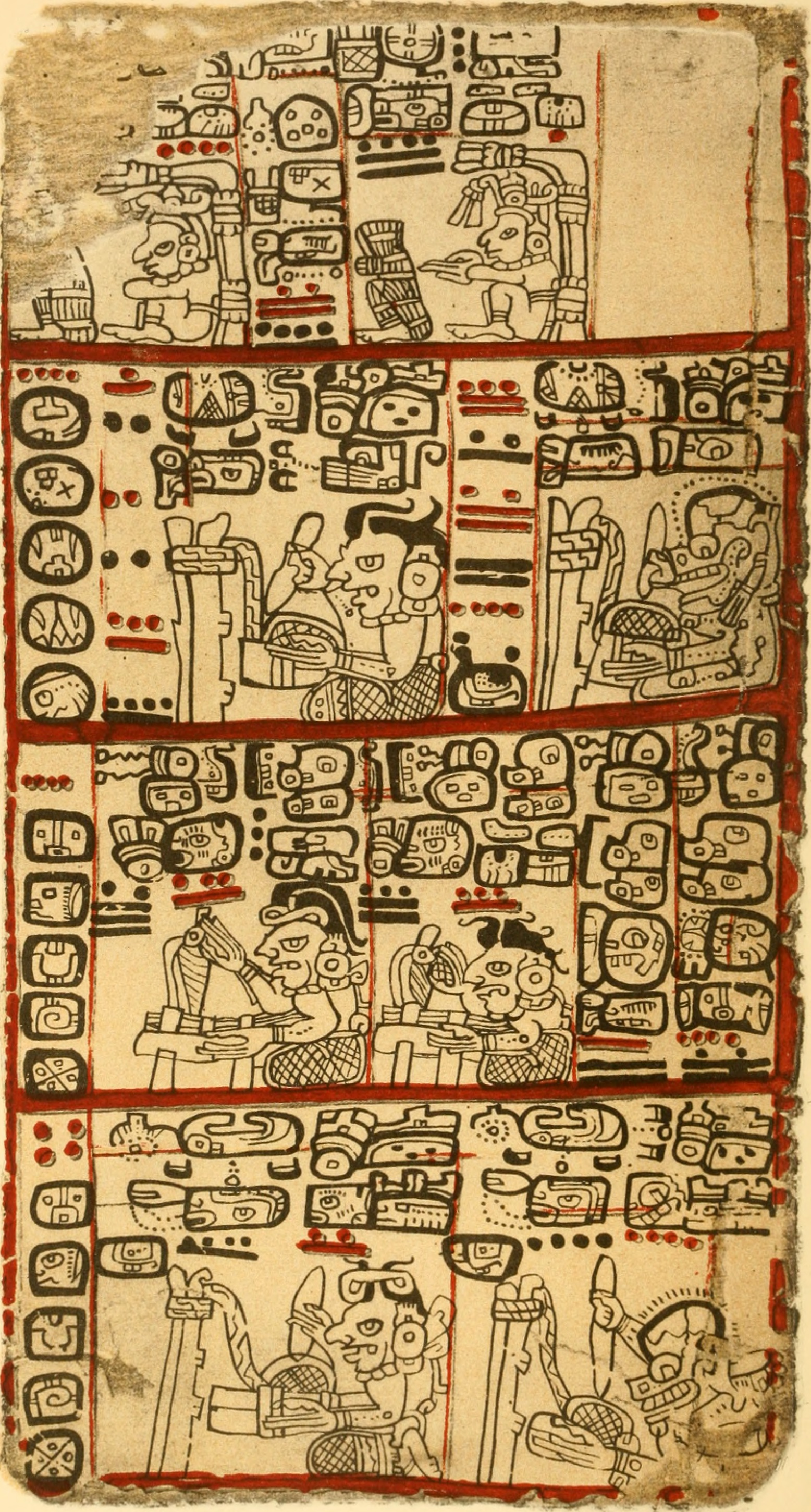
الأقسام الوسطى للصفحتين 10 و 11 من Codex Tro-Cortesiano ، تظهر تونالاماتل واحدة تمتد عبر الصفحتين
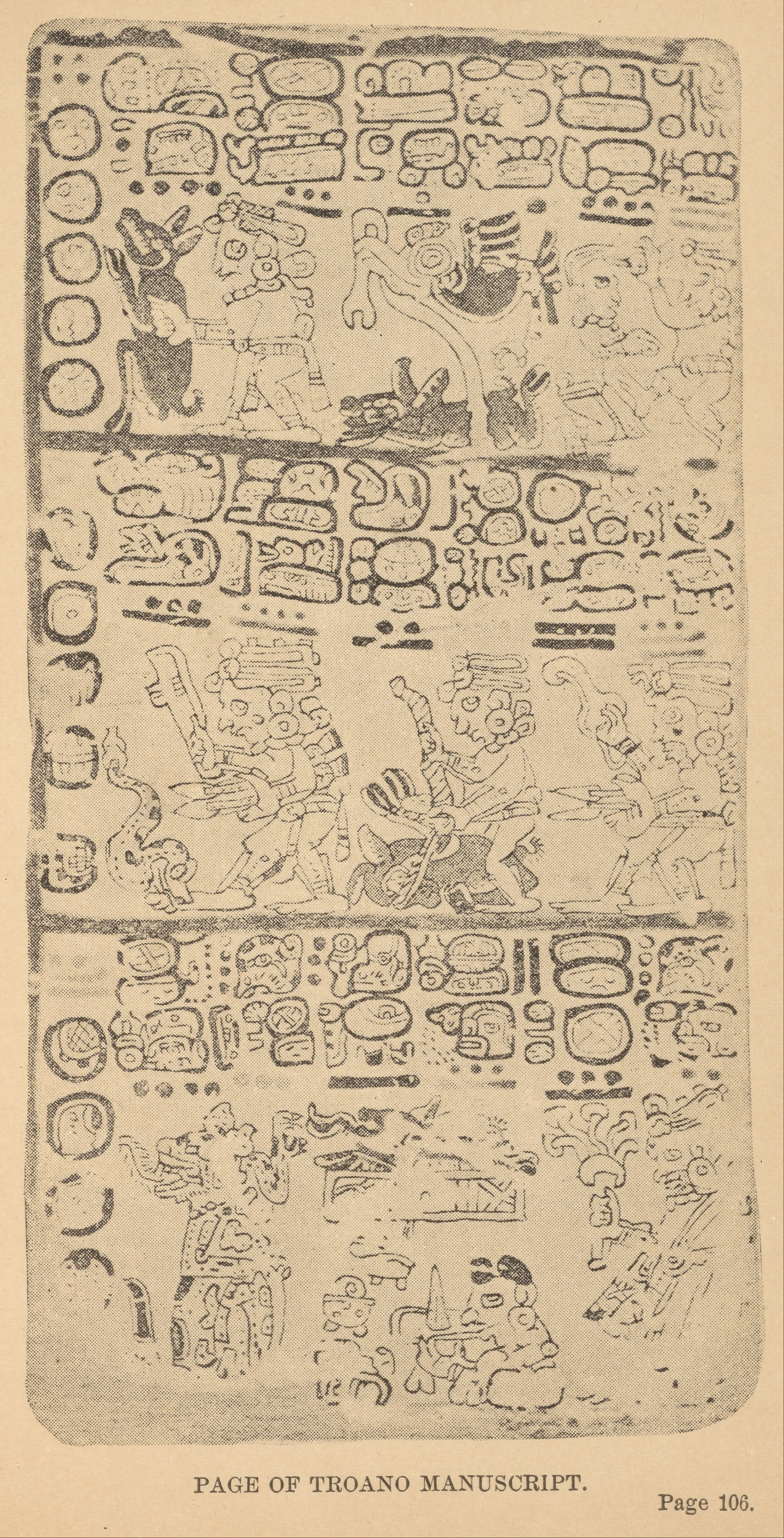
استنساخ صفحة مخطوطة ترونو